# ددلی پریمینیشن
ددلی پریمینیشن یا اخطار مرگبار (به انگلیسی: Deadly Premonition) یک بازی ویدئویی ترس و بقا جهان باز محصول سال ۲۰۱۰ می‌باشد که توسط اکسس گیمز توسعه یافته‌است.